# Beáta Siti
Beáta Siti (ur. 23 września 1973) – węgierska piłkarka ręczna, reprezentantka kraju, rozgrywająca.
Brązowa medalistka IO 1996 z Atlanty oraz wicemistrzyni olimpijska 2000 z Sydney.
Karierę sportową zakończyła w 2007.

## Sukcesy
- 1996: brązowy medal IO
- 2000: wicemistrzostwo olimpijskie
- 2000: mistrzostwo Europy

## Nagrody indywidualne
- 2000: MVP i najlepsza środkowa rozgrywająca mistrzostw Europy